# El sacrificio
| Críticas profissionais  | Críticas profissionais |
| Avaliações da crítica   | Avaliações da crítica  |
| Fonte                   | Avaliação              |
| ----------------------- | ---------------------- |
| Rolling Stone Argentina | [ 1 ]                  |

El Sacrificio é o vigésimo-terceiro álbum - o vigésimo de estúdio - do roqueiro argentino Fito Páez.
O álbum, lançado em 2013, traz 10 canções compostas prelo roqueiro entre 1989 e 2013, mas que ainda não haviam sido lançadas em nenhum álbum.
| “ | "Um álbum de canções "malditas". É o meu álbum preto ... cruel, que traz canções sórdidas compostas entre 1989 e 2013." | ” |

## Faixas
01- El Sacrificio

02- Esto Podria Haber Sido Una Cancion

03- Guerra De Luz

04- Mouchette

05- El Fantasma Canibal

06- No La Chingues Güey

07- El Mal Vino Y La Luz

08- Inglaterra

09- El Dolor

10- La Puta Diabla